# آبشوره اشنیز بالا
آبشوره اشنیز بالا روستایی در دهستان بفروییه بخش بفروییه شهرستان میبد استان یزد ایران است.

## جمعیت
بر پایه سرشماری عمومی نفوس و مسکن در سال ۱۳۹۵ جمعیت این مکان این روستا بدون جمعیت بوده‌است.